# Madame Razz
Madame Razz è un personaggio del cartone animato statunitense She-Ra, la principessa del potere del 1985. È stata doppiata in originale da Linda Gary, mentre in Italia da Wanda Tettoni. Nel reboot del 2018 She-Ra e le Principesse Guerriere è stata doppiata in originale da Grey DeLisle. Il suo personaggio è quasi sempre accoppiato con Scopa (Broom in originale), che invece è doppiata da Lou Scheimer.
Il suo nome "razz" ricorda quello di una strategia del gioco del poker, la sua formula magica "razzle dazzle" indica un'estetica cromatica vistosa e sgargiante.
Il personaggio è stato inventato dalla Filmation.

## Apparizioni

### She-Ra - Principessa del Potere
Madame Razz è una strega buona che vive nella Foresta dei Sospiri (in originale Whispering Woods, anche tradotto come Bosco dei sussurri), che usa i propri poteri magici per la causa della Grande ribellione contro Hordak. Il ruolo da lei ricoperto è simile a quello di Orko in He-Man e i dominatori dell'universo, quindi di spalla comica, con saltuari momenti di vera utilità per l'economia della storia. È tuttavia una delle poche persone di Etheria a conoscere la vera identità di She-Ra ed è un'esperta conoscitrice delle leggende del pianeta.
Ne Il Segreto della Spada (Edizione Uncut, disponibile al momento solo su YouTube in Inglese) la magia "pasticciona" (ma non di rado efficace ugualmente) di Madame Razz viene espressamente paragonata a quella di Orko, con il quale stringerà una sincera amicizia.
Fisicamente si presenta come una maga anziana (anche se non viene mai stabilito "ufficialmente", la sua età dovrebbe aggirarsi intorno ai 500 anni) ma arzilla e simpatica, spesso affetta da amnesie momentanee, al fine di creare che creano situazioni comiche. Proviene da una regione di Etheria chiamata Serenia ed è una grande esperta di leggende e miti del pianeta. Prima che le orde infernali arrivassero su Etheria, Madame Razz aveva una relazione con Fritz, ma i due decisero di sospendere il rapporto finché la guerra non fosse finita. La migliore amica di Madame Razz è Scopa, una scopa parlante e senziente, grazie alla quale la donna è in grado di volare e con cui ha un rapporto di "amore-odio" simile a quello di Bow e Kowl.

### She-Ra e le principesse guerriere
Nel remake del 2018 prodotto dalla Dreamworks per Netflix She-Ra e le principesse guerriere, Madame Razz fa la sua prima apparizione nel terzo episodio della prima stagione, intitolato appunto Razz, dove condurrà (a sua insaputa) Adora al Palazzo di Cristallo, aiutandola poi a decidere di disertare l'Orda per la Ribellione. In questa nuova versione, Razz è un'anziana maga eremita di più di 1000 anni che risiede in una capanna nel bosco dei sussurri. Come nell'originale soffre di momenti di amnesia, uniti a demenza senile (afferma di poter sentir parlare la sua scopa e di avere un amico "immaginario" di nome Kooh-Lee a cui piace nascondersi), causati però dal fatto che (a causa dei suoi poteri di preveggenza) Razz confonda fra loro presente, passato e futuro (una gag ricorrente la vede confondere Adora con Mara, precedente She-Ra e sua grande amica). Tali momenti di confusione saranno però fondamentali nel recapitare ad Adora le ultime volontà di Mara, rivelando la verità sul progetto "Cuore di Etheria" e facendo luce sul passato del pianeta.